# Алма (Арканзас)
Алма (англ. Alma, Arkansas) — город, расположенный в округе Крофорд (штат Арканзас, США) с населением в 4160 человек по статистическим данным 2000 года. Находится в 24 километрах к востоку от границы со штатом Оклахома.

## География
По данным Бюро переписи населения США город Алма имеет общую площадь в 12,95 квадратных километров, из которых 12,43 кв. километров занимает земля и 0,52 кв. километров — вода. Площадь водных ресурсов округа составляет 4,02 % от всей его площади. Алма расположен на высоте 132 метра над уровнем моря.
Город не имеет собственного аэропорта. Здание железнодорожной станции в Алме во второй половине XX века окончательно обветшало и было снесено в начале 1970-х годов. Значительная часть перевозок обеспечивается посредством автомагистралей I-40, I-540 и федеральных автотрасс US 64 и US 71, проходящих через город.
Алма снабжается пресной водой из одноимённого озера, которое расположено на некоторой возвышенности к северо-востоку от города и отделено от него искусственной высокой дамбой. Населённый пункт фактически расположен вдоль границы между Бостонским хребтом и долиной реки Арканзас, поэтому значительная территория города находится на равнине, к северу от которой сразу же начинается живописная горная гряда.

## Демография
По данным переписи населения 2000 года в Алме проживало 4160 человек, 1168 семей, насчитывалось 1560 домашних хозяйств и 1688 жилых домов. Средняя плотность населения составляла около 320 человек на один квадратный километр. Расовый состав Алмы по данным переписи распределился следующим образом: белых, — чёрных или афроамериканцев, — коренных американцев, — азиатов, — выходцев с тихоокеанских островов, 1,11 % — представителей смешанных рас.
Испаноговорящие составили 3,70 % от всех жителей города.
Из 1560 домашних хозяйств в 42,8 % — воспитывали детей в возрасте до 18 лет, 56,1 % представляли собой совместно проживающие супружеские пары, в 14,7 % семей женщины проживали без мужей, 25,1 % не имели семей. 22,3 % от общего числа семей на момент переписи жили самостоятельно, при этом 10,5 % составили одинокие пожилые люди в возрасте 65 лет и старше. Средний размер домашнего хозяйства составил 2,66 человек, а средний размер семьи — 3,11 человек.
Население города по возрастному диапазону по данным переписи 2000 года распределилось следующим образом: 32,1 % — жители младше 18 лет, 9,6 % — между 18 и 24 годами, 28,9 % — от 25 до 44 лет, 18,6 % — от 45 до 64 лет и 10,8 % — в возрасте 65 лет и старше. Средний возраст жителей составил 31 год. На каждые 100 женщин в Алме приходилось 90,2 мужчин, при этом на каждые сто женщин 18 лет и старше приходилось 85,4 мужчин также старше 18 лет.
Средний доход на одно домашнее хозяйство в городе составил 28 906 долларов США, а средний доход на одну семью — 34 068 долларов. При этом мужчины имели средний доход в 33 235 долларов США в год против 17 014 долларов среднегодового дохода у женщин. Доход на душу населения в городе составил 15 227 долларов в год. Все семьи Алмы имели доход, превышающий уровень бедности, 16,3 % от всей численности населения находилось на момент переписи населения за чертой бедности, при этом 19,7 % из них были моложе 18 лет и 25,4 % — в возрасте 65 лет и старше.

## «Мировая шпинатная столица»
Алма претендует на звание «шпинатной мировой столицы», поскольку в черте города в больших количествах выращивается шпинат и работает крупный консервный завод «Аллен Компани». В населённом пункте расположено несколько достопримечательностей, которые напрямую связаны со шпинатом, в частности в центре города установлены две статуи вымышленного персонажа моряка Попая и ещё одна бронзовая статуя, посвящённая ему же, была установлена в городском парке в 2007 году.
Ежегодно в апреле город проводит «Фестиваль шпината».